# Rivo Tella

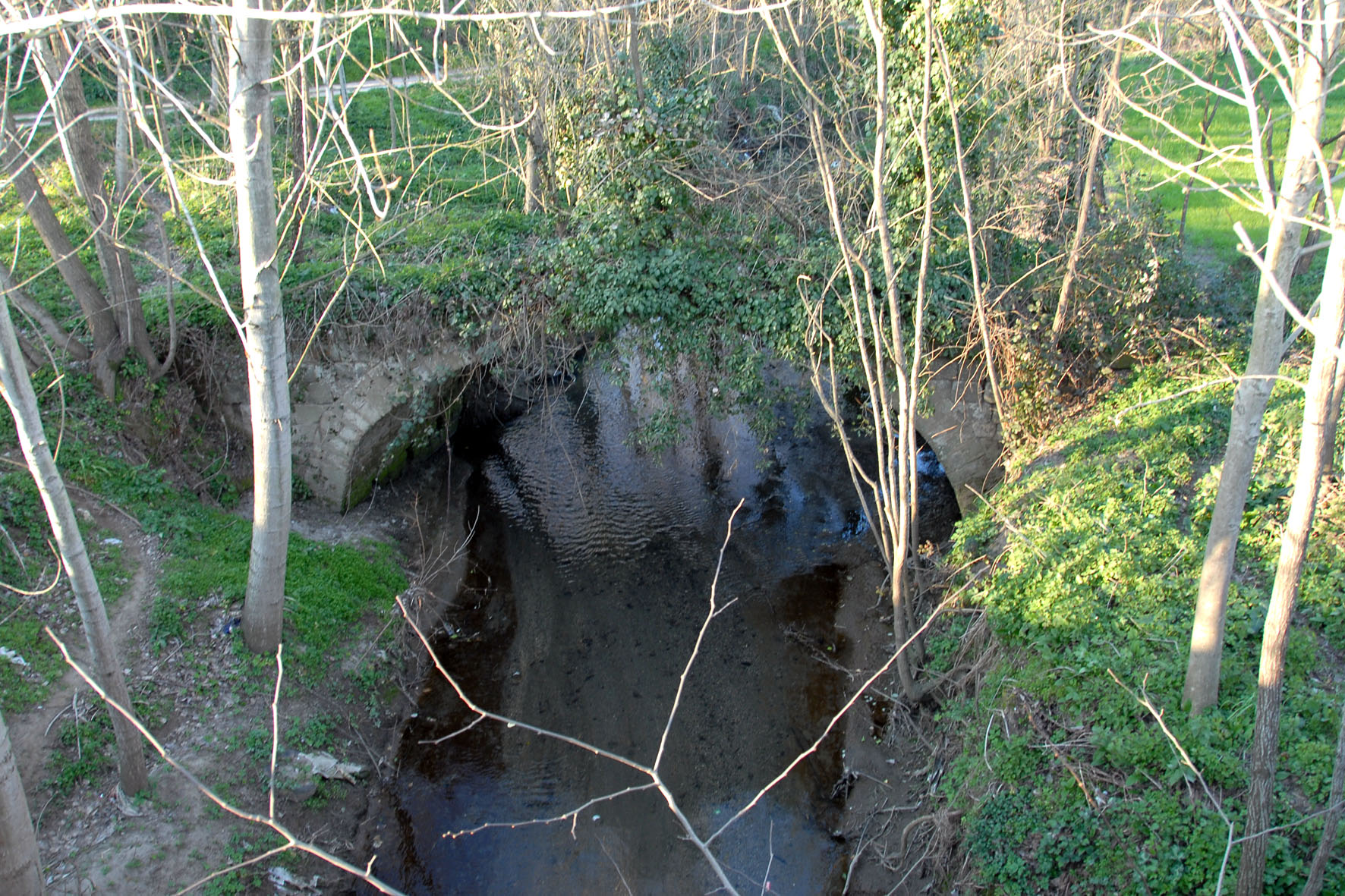
Il Rivo Tella in località Fraolise Alvignano (CE).

Il Rivo Tella o rio Tella è un affluente del fiume Volturno, la cui sorgente si trova alle pendici di Monte Melito sui monti Trebulani (comune di Dragoni), nei pressi della frazione di Maiorano di Monte.
Attraversa i comuni di Dragoni, Liberi, Castel di Sasso, Piana di Monte Verna, Caiazzo e Alvignano ricevendone l'acqua di scolo dei molti torrenti che scorrono sul territorio. Attraversa la zona compresa dalla parte occidentale dei Monti Trebulani ai colli di Caiazzo e Alvignano dove poi si immette nel fiume Volturno in località Alifani. 
La maggioranza dell'acqua è ricevuta da una sorgente che si trova in località "Fontana Murata" nel territorio di Caiazzo. Il percorso dalla sorgente alla foce è di circa 20 km. Ha la proprietà di un ruscello ma una certa consistenza d'acque.